# Domaczaja
Domaczaja – staropolskie imię żeńskie, złożone z członów Doma- ("dom"; psł. *domъ oznacza "pomieszczenie, gdzie człowiek żyje ze swoją rodziną"; "wszystko, co jest w domu, rodzina, mienie, majątek", "ród, pokolenie", "strony rodzinne, kraj ojczysty") i -czaja ("spodziewać się, oczekiwać"). Mogło oznaczać "ta, która oczekuje w domu", lub "oczekiwana w domu".
W języku polskim nie odnotowano męskich odpowiedników tego imienia, ale w chorwackim zapisano męskie imię Domačaj.
Domaczaja imieniny obchodzi 11 października.